# Hilding Wibling
Hilding Abraham Gabriel Wibling, född 18 december 1889 i Norrala, död 1989 i Kalmar, var en svensk journalist, chefredaktör och författare verksam framför allt i Örebro och Kalmar.

## Biografi
Wibling började yrkesarbeta vid 15 års ålder som affärsbiträde och förblev i yrket till 1907. Han åkte sedan till USA där han vistades till 1909. Under tiden i USA gick han ett år på Bloomfield Public Evening School 1907–1908. Han återvände till en affärsanställning 1910–1912, men arbetade sedan på häradsskrivarens kontor 1912–1914.

## Journalist
Yrket som journalist började han som medarbetare i Skaraposten under tre år 1914–1917. Karriären fortsatte i Smålands Allehanda 1917–1918, men han återvände som redaktionssekreterare i Skaraposten 1918–1919. 1919 återvände han till sina norrländska hemtrakter och var vid Härnösandsposten 1919–1921, Han arbetade sedan i Örebro Dagblad 1921–1932 innan han blev chefredaktör för Örebro Dagblad 1932 till den 31 juli 1934, Han flyttade 1934 till Kalmar och blev andre redaktör i Kalmartidningen Barometern. Från augusti 1938 blev han chefredaktör i samma tidning efter att Gösta Thalén avlidit. Under kriget var han emot inskränkningar i tryckfriheten och ”hade ett ont öga till statliga informationsstyrelsen” som skulle kontrollera pressen. Han stannade som chefredaktör för Barometern till sin pensionering 1954.

## Vid sidan av journalistbanan
Under 1920-talet arbetade Wibling i fackliga organisationer. Han blev medlem i Publicistklubben 1922. Han var revisor i Mellersta Sveriges pressförening, sekreterare i Nerikes-Västmanlandskretsen av Svenska Journalistförbundet 1923–1927. Politiskt arbetade han som sekreterare i Örebros borgerliga valförbund 1933–1934. Wibling var också styrelseledamot i Örebro läns moderata valkretsförbund, ombudsman för Örebro läns moderata valkretsförbund 1921–1923. Han fick också ett uppdrag som huvudman i Örebro läns ränte- och kapitalförsäkringsanstalt. I föreningslivet var han styrelseledamot och vice sekreterare i Samfundet Örebro stads- och länsbiblioteks vänner, samt styrelseledamot i avdelningen i Örebro av Föreningen för svenskhetens bevarande i utlandet.

## Privatliv
Wibling var medlem av Frimurarorden, Odd Fellows samt Sällskapet Concordia i Örebro. I Kalmar var han medlem i Personhistoriska samfundet och Sancte Christophers gille i Kalmar. Hans medlemskap i föreningar speglar hans historiska och personhistoriska intressen som också ger sig till känna i de utgivna skrifterna
Han gifte sig 1920 med  Signe Margareta (Greta) Lindberg född 18 juli 1889. De fick tre barn: 1. Hans Göran Edvard Wibling, född 21 april 1921. 2. Hans Christopher (Christer) Albert Wibling, född 31 december 1923. 3.   Margareta Josefine Charlotte Wibling född 2 oktober 1926.

## Utgivna skrifter (i urval)[4]
- Örebro utgiven av Mälarens turisttrafikförening (1928)
- Ett nyupptäckt porträtt av Franz Berwald - Svenska samfundet för musikforskning 1929
- Örebro - Stadsförbundets kongresstad (1930)
- Några brev från Bernhard Elis Malmström, kommentarer - Örebro Dagblad 1932
- Kalmar rotaryklubb 1934-1944: en historik (1944)
- En främling: vid "Holländaregraven" å Gamla Kyrkogården (1945)
- Hövdingar och annat gott folk i Kalmar län  - ritade av Eric Bojs ; med rim av Rimmius.(pseudonym för Wibling)[5] (1948)
- Kalmar Rotaryklubb 1934-1954 (1955)
- Frågan om ett unionsmonument i Kalmar - Sancte Christophers gilles chroenica (1955)
- Kalmar stads elverk 50 år' (1958)
- Flickskolan i Kalmar 100 år: en historisk återblick (1962)
- Epitafier och vapensköldar i Kalmar domkyrka (1979) [6]